# انتسولا دل امیلیا
انتسولا دل امیلیا (به ایتالیایی: Anzola dell'Emilia) یک کومونه در ایتالیا است که در استان بولونیا واقع شده‌است.

## خصوصیات
انتسولا دل امیلیا ۳۶٫۶ کیلومترمربع مساحت و ۱۱٬۵۸۶ نفر جمعیت دارد و ۳۸ متر بالاتر از سطح دریا واقع شده‌است.

## خواهرخوانده
شهر Polistena خواهرخواندهٔ انتسولا دل امیلیا هست.